# Opération Uranus
Pour les articles homonymes, voir Uranus.
Seconde Guerre mondiale
Batailles
Front de l’Est

Prémices :
- Campagne de Pologne
- Guerre d'Hiver

Guerre germano-soviétique :
- 1941 : l'invasion de l'URSS

- Opération Barbarossa

Front nord : 
- Guerre de Continuation
- Opération Silberfuchs
- Siège de Léningrad

Front central : 
- 2e bataille de Brest-Litovsk
- Bataille de Białystok–Minsk
- 1re bataille de Smolensk
- Bataille de Kiev

Front sud : 
- Siège d'Odessa
- Campagne de Crimée

- 1941-1942 : la contre-offensive soviétique

Front nord : 
- Poche de Demiansk
- Poche de Kholm

Front central : 
- Bataille de Moscou

Front sud : 
- Seconde bataille de Kharkov

- 1942-1943 : de Fall Blau à la 3e bataille de Kharkov

Front nord : 
- Offensive de Siniavino
- Opération Iskra
- Bataille de Krasny Bor
- Opération Poliarnaïa Zvezda

Front central : 
- Opération Mars

Front sud : 
- Bataille du Caucase (opération Fall Blau)
- Bataille de Stalingrad
- Opération Uranus
- Opération Saturne
- Offensive d'Ostrogojsk-Rossoch
- Offensive de Voronej-Kastornoe
- Opération Gallop
- Opération Étoile
- Troisième bataille de Kharkov

- 1943-1944 : libération de l'Ukraine et de la Biélorussie

Front central : 
- 2e bataille de Smolensk
- Opération Bagration

Front sud : 
- Bataille de Koursk
- Bataille du Dniepr
- Offensive Dniepr-Carpates
- Offensive de Crimée
- Offensive de Lvov-Sandomir

- 1944-1945 : campagnes d'Europe centrale et d'Allemagne

Allemagne : 
- Offensive Vistule-Oder
- Offensive de Poméranie orientale
- Siège de Breslau
- Offensive de Prusse-Orientale
- Bataille de Königsberg
- Bataille de Seelow
- Bataille de Bautzen
- Bataille de Berlin
- Capitulation allemande

Front nord et Finlande : 
- Guerre de Laponie
- Offensive Leningrad-Novgorod
- Bataille de Narva

Europe orientale : 
- Opération Margarethe
- Insurrection de Varsovie
- Soulèvement national slovaque
- Opération Panzerfaust
- Bataille de Budapest
- Opération Frühlingserwachen
- Offensive de Vienne
- Insurrection de Prague
- Offensive de Prague
- Bataille de Slivice

Front d’Europe de l’Ouest

Campagnes d'Afrique, du Moyen-Orient et de Méditerranée

Bataille de l’Atlantique

Guerre du Pacifique

Guerre sino-japonaise

Théâtre américain
L'opération Uranus (russe : Операция «Уран», romanisée : Operacijia "Uran") est le nom de code d'une offensive soviétique ayant entraîné l'encerclement de la 6e armée allemande, des 3e et 4e armées roumaines et des éléments de la 4e armée de Panzer. L'opération faisait partie de la bataille de Stalingrad et était destinée à détruire les forces allemandes positionnées aux alentours de la ville. La planification de l'opération Uranus avait commencé dès septembre 1942 et fut développée simultanément à d'autres plans visant à encercler le groupe d'armées Centre (opération Mars) et les forces allemandes dans le Caucase (opération Saturne).
Après l'offensive d'été allemande destinée à prendre le contrôle des champs de pétrole du Caucase et de la ville de Stalingrad, le front s'était démesurément allongé et était devenu particulièrement difficile à défendre. La situation des Allemands fut aggravée par le redéploiement de plusieurs divisions mécanisées en Europe occidentale et par le besoin de renforcer les unités combattant à Stalingrad. Les Allemands ne pouvaient donc compter que sur le 48e corps de Panzer, qui n'avait plus que la force d'une simple division de Panzer, et sur la 29e division de Panzergrenadiers pour renforcer leurs alliés roumains déployés sur les flancs de la 6e armée allemande. Ces unités roumaines étaient qualitativement très inférieures aux unités allemandes que ce soit en termes d'équipement, d'entraînement et de commandement. De son côté, l'Armée rouge avait déployé plus d'un million d'hommes en prévision de l'offensive dans et autour de Stalingrad. Les mouvements de troupes soviétiques furent rendus difficiles par le besoin de cacher la préparation de l'attaque. En conséquence, le lancement de l'opération Uranus initialement prévu pour le 8 novembre fut repoussé au 17 puis au 19.
Le 19 novembre à 7 h 20 (heure de Moscou), les forces soviétiques commencèrent leur attaque sur le flanc nord des forces de l'Axe ; l'offensive au sud commença le lendemain. Si les unités roumaines parvinrent à repousser les premières attaques, elles entamèrent un repli chaotique dès le 20 novembre alors que les Soviétiques brisaient l'ensemble du front. Les réserves des forces de l'Axe furent incapables de résister aux unités mécanisées soviétiques tandis que la 6e armée ne réagit pas suffisamment vite pour retirer les unités blindées allemandes de Stalingrad et ainsi éviter une défaite imminente. Le 22 novembre, quand les forces soviétiques firent leur jonction à Kalatch-na-Donou, près de 290 000 soldats de l'Axe avaient été encerclés à l'est du Don. Au lieu d'ordonner une sortie, Adolf Hitler décida de maintenir ses forces dans Stalingrad et de les ravitailler par voie aérienne.

## Contexte
Le 28 juin 1942, la Wehrmacht lança l'opération Fall Blau, une offensive contre les forces soviétiques faisant face au groupe d'armées Sud. Après une percée le 13 juillet, les forces allemandes encerclèrent et capturèrent la ville de Rostov-sur-le-Don. Après la prise de la ville, Hitler divisa les unités allemandes combattant dans la région pour s'emparer simultanément de la ville de Stalingrad et des champs de pétrole du Caucase. La responsabilité de la prise de Stalingrad fut confiée à la 6e armée, qui commença immédiatement sa progression vers la Volga avec le soutien de la Luftflotte 4 de la Luftwaffe. Malgré l'envoi par l'Armée rouge, début juillet, de trois armées de réserve (les 62e, 63e et 64e armées) pour bloquer la 6e armée avant qu'elle n'atteigne la ville, les forces allemandes franchirent le Don le 22 août. Le lendemain, la bataille de Stalingrad commença quand des avant-gardes de la 6e armée entrèrent dans les faubourgs de la ville.
Fin septembre les deux premières offensives de Kotlouban, menées par l'Armée rouge entre le Don et la Volga, pour tenter de dégager la ville et isoler les éléments de pointe de la 6e armée, s'avèrent être des échecs, malgré l'emploi de trois armées supplémentaires (les 24e et 66e armées et la 1re armée de la Garde) et la perte de près de 100 000 hommes et de 400 chars. Cet échec amène les Soviétiques à se pencher sur une "autre solution", un enveloppement plus large partant de l'ouest du Don. Le plan est probablement ébauché par la Stavka dans la réunion du 27-29 septembre et ses grandes lignes sont définitivement fixées le 13 octobre 1942.

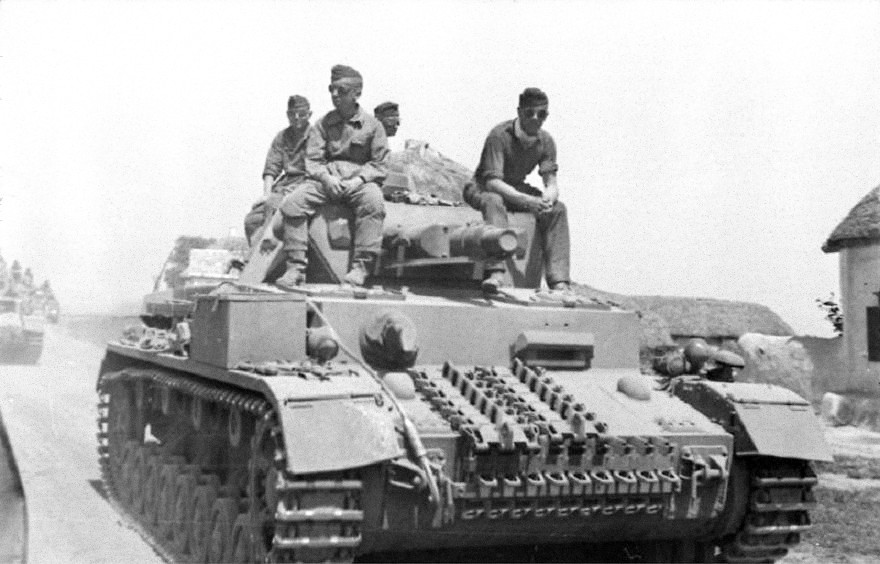
Troupes allemandes progressant en Union soviétique, juin 1942.

En novembre, la 6e armée était parvenue à prendre le contrôle de la plus grande partie de Stalingrad en repoussant ses défenseurs sur les berges de la Volga. À ce moment, les renseignements obtenus lors de l'interrogatoire de prisonniers soviétiques et l'activité soviétique en face des flancs de la 6e armée semblaient indiquer la préparation d'une offensive autour de la ville. Le commandement allemand était cependant plus intéressé par l'achèvement de la capture de Stalingrad. De fait, le chef d'état-major du commandement suprême de l'armée de terre, le général Franz Halder, fut destitué en septembre après notamment ses tentatives pour alerter du danger qui menaçait les flancs étirés à l'extrême de la 6e armée et de la 4e armée de Panzer. Dès septembre, la Stavka (haut-commandement) soviétique avait commencé à planifier une série de contre-offensives destinée à anéantir l'ensemble des troupes allemandes déployées au sud qui combattaient à Stalingrad et dans le Caucase et contre le groupe d'armées Centre. Les efforts soviétiques pour délivrer Stalingrad furent placés sous le commandement du général Alexandre Vassilievski.
La Stavka développa deux opérations majeures devant être menées contre les forces ennemies près de Stalingrad, Uranus et Saturne, et une troisième, Mars visant le groupe d'armées Centre pour empêcher le redéploiement de renforts au sud. L'opération Uranus impliquait l'emploi d'importantes unités d'infanterie et de chars pour encercler les forces de l'Axe autour de Stalingrad. Les cibles de l'attaque se trouvaient aux extrémités du front à l'arrière de la 6e armée allemande défendues par des unités de l'Axe trop peu nombreuses par rapport à la longueur du front et où les Allemands ne pourraient pas rassembler rapidement des réserves pour repousser l'offensive. L'attaque consistait en un double enveloppement ; les unités mécanisées progresseraient en profondeur dans les arrières allemands tandis qu'une autre attaque aurait lieu plus près de Stalingrad pour empêcher le redéploiement des forces allemandes. Dans le même temps, le haut-commandement allemand considérait que, comme l'Armée rouge préparait une offensive contre le groupe d'armées Centre au nord, elle n'avait pas les moyens d'en préparer une autre au sud. En conséquence, ils rejetèrent la possibilité d'une telle attaque autour de Stalingrad.

## Comparaison des forces

### Axe
Dans le cadre de l'opération Fall Blau, les forces de l'Axe devaient défendre un front de plusieurs milliers de kilomètres s'étendant de la mer Noire, jusqu'à Stalingrad en passant par le Caucase. Par exemple, au début du mois de juin, la 6e armée devait défendre un front de 160 km tout en menant une offensive impliquant une avancée de 450 km. Le groupe d'armées B qui fut détaché du groupe d'armées Sud (les forces progressant vers le Caucase furent appelées groupe d'armées A) semblait impressionnant sur le papier : il regroupait la 2de et la 6e armées allemandes, la 4e armée de Panzer, la 3e et 4e armées roumaines, la 8e armée italienne et la 2de armée hongroise. Le groupe d'armées B gardait le 48e corps de Panzer, qui n'avait la force que d'une division, et une seule division d'infanterie en réserve. Pour la plus grande partie de l'offensive, les flancs étaient tenus par des armées alliées tandis que les forces allemandes étaient utilisées pour mener les opérations à Stalingrad et dans le Caucase.

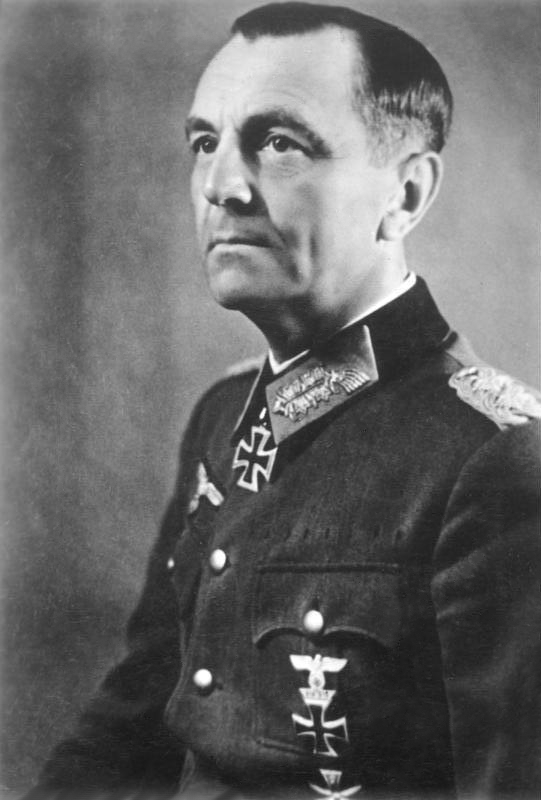
Le général Friedrich Paulus, commandant de la 6e armée allemande.

Si Adolf Hitler exprimait sa confiance dans la capacité des troupes alliées à défendre les flancs allemands, en réalité ces unités étaient très mal équipées et démoralisées. La 1re division blindée (ro) roumaine disposait d'environ 100 chars Panzer 35(t) de conception tchèque. Son canon de 37 mm était inefficace contre les T-34 soviétiques. De même les canons anti-chars 3,7 cm PaK 36 étaient obsolètes et manquaient de munitions. Après de nombreuses demandes, les Allemands acceptèrent de donner des canons PaK 40 de 75 mm aux unités roumaines à raison de six exemplaires par division. Ces unités devaient défendre de vastes sections du front ; par exemple, la 3e armée roumaine occupait une ligne de 87 km de long tandis que la 4e armée protégeait un secteur large de 270 km. Les Italiens et les Hongrois étaient positionnés sur le Don à l'ouest de la 3e armée roumaine mais les commandants allemands tenaient en faible estime leurs capacités combatives. Ces unités étaient particulièrement mal équipées et les armes étaient de très mauvaise qualité : il n'y avait quasiment aucun matériel anti-char, les pièces d'artillerie étaient peu puissantes et mal approvisionnées, les grenades explosaient rarement et les fusils et les pistolets mitrailleurs fonctionnaient mal dans les conditions extrêmes de l'hiver russe.
De manière générale, les forces allemandes étaient mieux équipées et commandées mais elles avaient été épuisées par des mois de combats contre l'Armée rouge. De plus, durant l'offensive allemande entre mai et novembre 1942, deux divisions mécanisées d'élite, la Leibstandarte et la Grossdeutschland appartenant au groupe d'armées A, furent redéployées en France pour parer à l'éventualité d'un débarquement allié. La 6e armée avait également subi de lourdes pertes durant les combats urbains dans Stalingrad. Dans certains cas, comme pour la 22e division de Panzer, leur équipement n'était pas meilleur que celui de la 1re armée blindée roumaine. Les formations allemandes étaient également dispersées sur de larges étendues de front ; le XIe corps devait par exemple défendre un front long de 100 km.

### Union soviétique
L'Union soviétique déploya environ 1 100 000 soldats, 804 chars, 13 400 pièces d'artillerie et plus de 1 000 avions en prévision de l'offensive. En face de la 3e armée roumaine, les Soviétiques redéployèrent la 5e armée de chars ainsi que les 21e et 65e armées afin de briser les flancs allemands. Le flanc allemand sud fut ciblé par les 51e et 57e armées du Front de Stalingrad menés par les 13e (en) et 4e corps mécanisés (en) ; ces derniers devaient percer le front de la 4e armée roumaine afin de rejoindre la 5e armée de chars près de la ville de Kalach. Au total, les Soviétiques avaient rassemblé onze armées et divers corps et brigades blindés. Les préparations pour l'offensive furent cependant loin d'être parfaites ; le 8 novembre, la Stavka ordonna l'ajournement du lancement de l'offensive car des problèmes logistiques avaient empêché le déploiement des unités. Dans le même temps, les unités sur le front réalisèrent des exercices destinés à repousser une contre-attaque et à exploiter une percée avec les forces mécanisées. Ces mouvements furent dissimulés par une campagne de désinformation des Soviétiques comprenant une réduction des communications radio et l'emploi de courrier, le camouflage des unités et l'augmentation de l'activité militaire autour de Moscou. L'Armée rouge organisa également des attaques contre le groupe d'armées Centre et créa de fausses formations pour maintenir l'illusion d'une grande offensive dans le centre de l'Union soviétique.
Les forces soviétiques du Front de Stalingrad firent l'objet d'intenses bombardements rendant la mobilisation plus difficile. Les 38 bataillons du génie durent transporter les munitions, les troupes et les chars à travers la Volga tout en réalisant des opérations de reconnaissance en prévision de l'offensive. En trois semaines, l'Armée rouge fit passer environ 110 000 soldats, 420 chars et 556 pièces d'artillerie de l'autre côté de la Volga.
Le 17 novembre, Vassilievski fut rappelé à Moscou où on lui montra une lettre du général Volsky, commandant du 4e corps mécanisé, destinée à Staline demandant le déclenchement immédiat de l'offensive. Volsky considérait que l'offensive était vouée à l'échec du fait de l'état des forces allouées à l'opération ; il suggéra de repousser l'offensive et de la repenser complètement. De nombreux soldats soviétiques n'avaient pas reçu d'équipements hivernaux et de nombreux soldats moururent de froid « du fait de l'attitude irresponsable du commandement ». Bien que les services de renseignements eurent réalisé de grands efforts pour rassembler des informations sur la disposition des troupes de l'Axe, les Soviétiques manquaient d'informations sur l'état de la 6e armée. Les commandants soviétiques confirmèrent que l'offensive ne devrait pas être annulée.

## Offensive soviétique

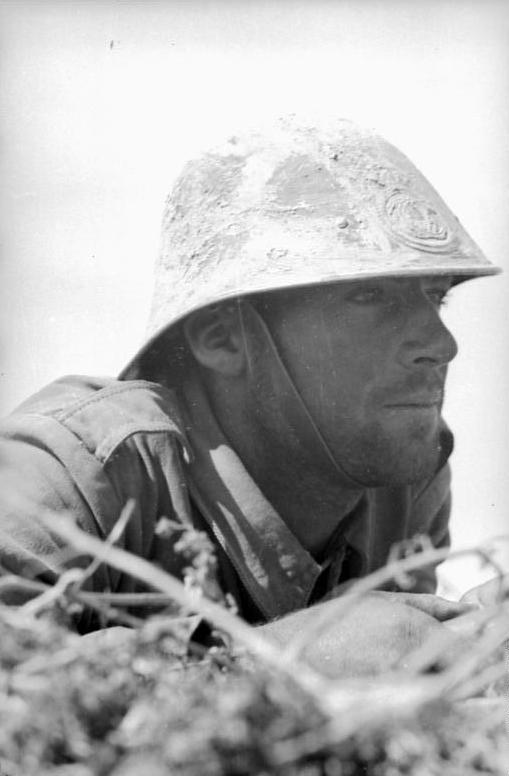
Soldat roumain sur le Front de l'Est.

Le lancement de l'opération Uranus, repoussé au 17 novembre fut à nouveau retardé de deux jours car les unités aériennes n'étaient pas prêtes ; elle fut finalement lancée le 19 novembre. Le lieutenant allemand Gerhard Stöck, se trouvant sur le front, avait reçu le matin un appel des services de renseignements l'avertissant d'une possible attaque soviétique après 5 h ; cependant, comme il avait reçu le message après 5 h et ne voulait pas réveiller le commandant Arthur Schmidt avec une fausse alerte, il n'avertit pas les commandements roumains de l'information dont il disposait. Les commandants soviétiques avaient suggéré de repousser le bombardement à cause de la faible visibilité liée à un épais brouillard mais l'état-major décida d'attaquer immédiatement. À 7 h 20 (heure de Moscou; 5 h 20 à l'heure allemande), les commandants d'artillerie soviétiques engagèrent un bombardement de 80 minutes presque entièrement dirigé contre les unités non allemandes protégeant les flancs allemands,. Le flanc nord et la 3e armée roumaine furent la cible de près de 3 500 canons. Le brouillard empêcha l'artillerie soviétique de corriger ses tirs mais les semaines de préparations et d'exercices lui permirent de tirer avec précision sur les positions ennemies le long du front. Le pilonnage fut dévastateur et il détruisit les moyens de communications, les dépôts de munitions et les postes d'observation. De nombreux soldats roumains qui avaient survécu au bombardement commencèrent à s'enfuir.

### Contre la3earméeroumaine: 19 novembre
L'offensive contre les positions roumaines commença à 8 h 50. Les deux premiers assauts furent repoussés par les Roumains et les chars soviétiques eurent du mal à progresser sur le terrain ravagé par le bombardement d'artillerie. Néanmoins le manque de matériel anti-char entraîna l'effondrement de la défense roumaine et le 4e corps de chars et le 3e corps de cavalerie de la Garde avaient obtenu une percée à midi. Peu après, le 2e corps d'armée roumain s'effondra face aux attaques de la 5e armée de chars. Alors que les chars soviétiques progressaient à la boussole à cause de l'épais brouillard et contournèrent les positions d'artillerie de l'Axe, trois divisions d'infanterie roumaine commencèrent à se désintégrer car la 3e armée roumaine était encerclée à l'ouest et à l'est. Ayant reçu les nouvelles de l'attaque soviétique, l'état-major allemand n'ordonna pas aux 16e et 24e divisions de Panzer, alors engagées à Stalingrad, de se redéployer pour soutenir les défenses roumaines ; la tâche fut confiée au 48e corps de Panzer.
Manquant d'hommes et mal équipé, le 48e corps de Panzer ne disposait que de moins de 100 chars capables d'affronter les unités blindées soviétiques. La 22e division de Panzer fut par exemple presque entièrement anéantie dans les combats. La 1re division blindée roumaine, attachée au 48e corps de Panzer, engagea le 26e corps de chars soviétique après avoir perdu les communications avec l'état-major allemand et fut défaite le 20 novembre. Alors que les Soviétiques continuaient leur progression vers le sud, de nombreux équipages de chars commencèrent à souffrir du blizzard qui bloquait les viseurs des canons. Il n'était pas rare que des chars perdent leur traction sur le sol et qu'un membre d'équipage se casse le bras alors qu'il était projeté à l'intérieur de la coque. Néanmoins, le blizzard neutralisa la coordination des unités allemandes.
La 3e armée roumaine commença à se désintégrer à la fin du 19 novembre. La 21e armée et la 5e armée de chars soviétiques firent 27 000 prisonniers roumains avant de poursuivre leur progression. Ils coupèrent les lignes de communication entre les Roumains et la 8e armée italienne et se positionnèrent pour bloquer une possible contre-attaque sur le flanc soviétique. Alors que les appareils soviétiques mitraillaient les soldats roumains en retraite, la Luftwaffe fut quasiment absente du ciel,. Le retrait de la 1re division de cavalerie roumaine, initialement positionnée sur le flanc de la 376e division d'infanterie allemande, permit à la 65e armée de contourner les défenses allemandes. Alors que les Allemands commençaient à réagir à la fin du 19 novembre, une autre attaque soviétique commença sur le flanc sud de la 6e armée.

### Contre le flanc sud: 20 novembre

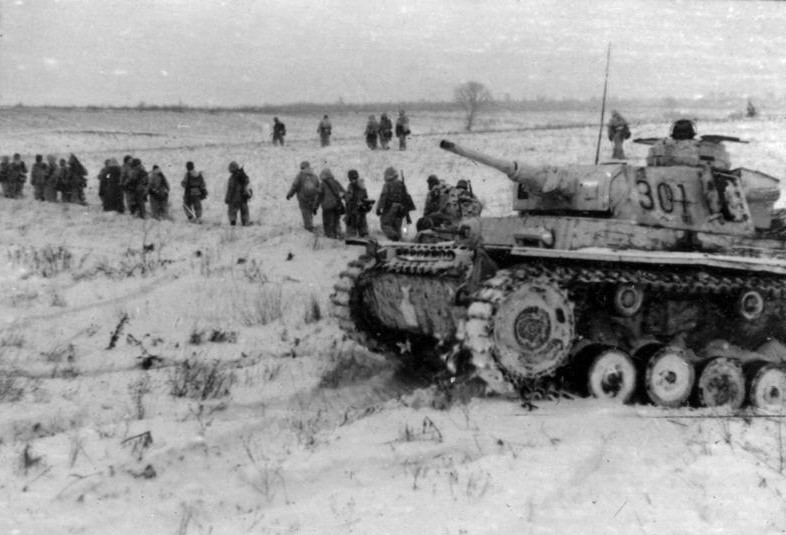
Panzer III dans le sud de l'Union soviétique, décembre 1942.

Au matin du 20 novembre, la Stavka contacta le commandant du Front de Stalingrad, Andreï Ieremenko, pour lui demander s'il commencerait son offensive contre le flanc sud à l'horaire prévu, soit 8 h. Il répondit qu'il n'attaquerait que si le brouillard se levait. La 51e armée commença son barrage d'artillerie à l'heure prévue car l'état-major n'était pas parvenu à la contacter mais le reste des forces reçut l'ordre de repousser l'assaut à 10 h. La 51e armée engagea le 6e corps roumain et fit de nombreux prisonniers. À 10 h, le Front de Stalingrad lança ses unités mécaniques. Les forces roumaines furent rapidement repoussées par les unités soviétiques mais le manque de coordination empêcha l'Armée rouge d'exploiter parfaitement les percées obtenues.
Les Allemands répondirent plus vite que la veille en redéployant leur seule unité de réserve dans la zone, la 29e division de Panzergrenadiers. Celle-ci fut envoyée au sud pour tenter de renforcer le front roumain au bord de l'implosion. Les contre-attaques de la 29e division coûtèrent environ 50 chars aux Soviétiques qui s'inquiétèrent de la sécurité de leur flanc gauche. Néanmoins le redéploiement de la division allemande signifiait qu'à la fin de la journée, il ne restait plus que le 6e régiment de cavalerie roumain entre les forces soviétiques et le Don.

### Poursuite des opérations: 20-23 novembre
Alors que le Front de Stalingrad lançait son offensive le 20 novembre, la 65e armée soviétique continuait son offensive contre le 11e corps allemand le long de l'aile nord du flanc de la 6e armée. Le 4e corps de chars et le 3e corps de cavalerie de la Garde soviétiques percèrent les lignes et attaquèrent les arrières allemands. La 376e division d'infanterie allemande et la 44e division d'infanterie autrichienne commencèrent à se redéployer pour faire face à cette menace mais furent handicapées par le manque de carburant. Le dernier régiment blindé de la 14e Panzerdivision détruisit une attaque soviétique contre son flanc mais son artillerie anti-char fut lourdement touchée par la contre-attaque soviétique. À la fin de la journée, le 1er corps de chars (ru) soviétique poursuivait le 48e corps de Panzer allemand en retraite tandis que le 26e corps de chars soviétique s'emparait de la ville de Perelazovsky à environ 130 km au nord-ouest de Stalingrad.

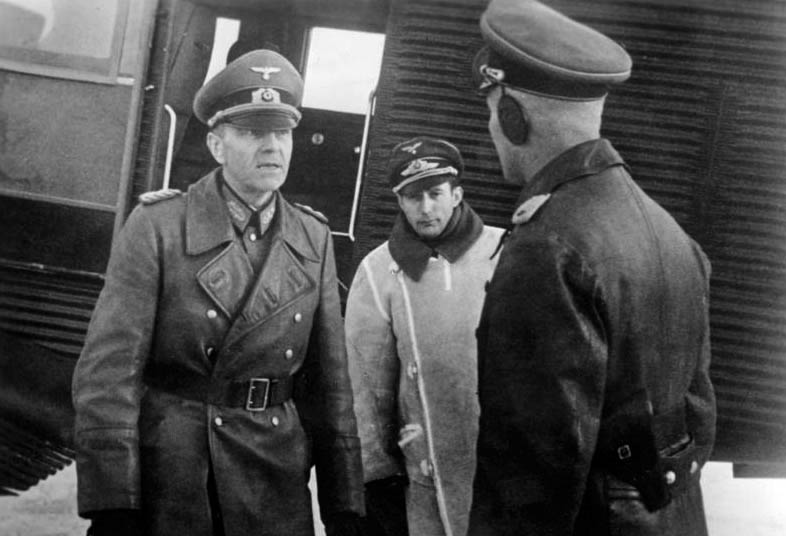
Le général Paulus dans le sud de l'Union soviétique.

L'offensive de l'Armée rouge continua le 21 novembre et les forces du Front de Stalingrad pénétrèrent à près de 50 km derrière les lignes allemandes. À ce moment, les dernières unités roumaines au nord étaient détruites dans des batailles séparées tandis que l'Armée rouge commençait son attaque contre le flanc de la 4e armée de Panzer et de la 6e armée. L'effectif de la 22e division de Panzer allemande fut réduit à une compagnie de chars et dut se replier au sud-ouest. Le 26e corps de chars soviétique, ayant détruit une bonne part de la 1re division blindée roumaine, continua sa progression au sud-est en essayant d'éviter les contre-attaques adverses. Le même jour, le général allemand Friedrich Paulus, commandant de la 6e armée, reçut des rapports indiquant que les Soviétiques étaient à moins de 40 km de son quartier général et qu'il n'y avait plus d'unités pour empêcher leur progression. Au sud, le 4e corps mécanisé (ru) soviétique reprit son avancée vers le nord après une courte halte et reprit plusieurs villes en direction de Stalingrad. Comme les forces allemandes dans et autour de Stalingrad étaient en danger, Hitler ordonna aux unités de créer une « position défensive » appelée « Forteresse Stalingrad » regroupant toutes les unités situées entre le Don et la Volga. Il refusa d'autoriser la 6e armée à réaliser une percée pour tenter d'échapper à l'encerclement,. Ainsi seule la 16e division de Panzergrenadiers parvint à s'échapper tandis que les autres unités de l'Axe et la plupart des unités de la 4e armée de Panzer allemande étaient encerclées par les Soviétiques. Le manque de coordination entre les unités de l'Armée rouge permit également à la plus grande partie de la 4e armée roumaine d'échapper à la destruction sur le flanc sud.
Le 22 novembre, les forces soviétiques commencèrent à traverser le Don en direction de la ville de Kalatch. Les forces allemandes défendant la ville, essentiellement des unités de maintenance et de logistique, n'apprirent l'offensive soviétique que le 21 novembre et ignoraient son ampleur. La mission de prendre le contrôle du pont de Kalatch fut confiée au 26e corps de chars qui utilisa deux chars allemands capturés pour approcher et repousser les défenseurs. Les forces soviétiques entrèrent dans la ville au milieu de la matinée et chassèrent les Allemands hors de la ville. Le 4e corps de chars et le 4e corps mécanisé venant du sud firent leur jonction dans la ville complétant ainsi l'encerclement des unités allemandes à Stalingrad. Le même jour, les combats se poursuivirent autour des poches de résistance roumaines comme celle mise en place par le 5e corps roumain.
Le 23 novembre, les Allemands lancèrent des contre-attaques locales pour essayer en vain de briser l'encerclement. À ce moment, les unités de l'Axe prises au piège se replièrent vers l'est en direction de Stalingrad pour éviter les chars soviétiques tandis que celles qui étaient parvenues à éviter l'encerclement avançaient vers l'ouest pour se regrouper avec les forces allemandes.

## Conséquence
L'opération Uranus permit l'encerclement d'entre 250 000 et 300 000 soldats de l'Axe dans une zone large de 50 km et longue de 40 km. À l'intérieur de la poche se trouvaient environ 100 chars, 2 000 pièces d'artillerie et 10 000 camions. Les unités s'étant repliées vers Stalingrad avaient abandonné une grande partie de leur armement et matériel. Les ponts enjambant le Don étaient encombrés de soldats progressant hâtivement vers l'est dans le froid avant que les unités soviétiques ne coupent cette retraite vers Stalingrad. De nombreux soldats blessés furent piétinés tandis que beaucoup de ceux qui tentaient de traverser la rivière sur la glace se noyèrent. Les soldats affamés pillèrent les villages soviétiques à la recherche de nourriture de même que les ordures laissées par les unités de ravitaillement. Les derniers traînards traversèrent le Don le 24 novembre et démolirent les ponts pour bloquer la progression des Soviétiques vers Stalingrad.
Au milieu du chaos, la 6e armée commença à construire des lignes défensives malgré le manque de carburant, de ravitaillement, de munitions et l'arrivée de l'hiver. Elle dut également combler les intervalles laissés par la désintégration des unités roumaines. Alors que les commandants allemands considéraient que les forces de la Wehrmacht encerclées devaient tenter une sortie, entre le 23 et le 24 novembre, Hitler ordonna aux unités de garder leurs positions et demanda la mise en place d'un pont aérien pour ravitailler la 6e armée. Les unités encerclées dans Stalingrad avaient besoin d'au moins 680 t de ravitaillement par jour, ce que la Luftwaffe décimée était incapable de réaliser. De plus, l'aviation soviétique s'était renforcée et menaçait les appareils allemands survolant la ville. Malgré le rassemblement de 500 appareils en décembre, cela n'était pas suffisant pour ravitailler les unités allemandes encerclées qui, durant la première moitié de décembre, ne reçurent que moins de 20 % de leurs besoins journaliers.
Dans le même temps, l'Armée rouge renforça son encerclement avec l'intention de détruire les unités prises au piège. L'encerclement extérieur s'étendait sur environ 320 km même si un quart de cette distance n'était pas protégé par des troupes soviétiques ; la distance initiale entre les encerclements extérieur et intérieur n'était que de 16 km. Le haut-commandement soviétique commença également à planifier l'opération Saturne dont l'objectif était de détruire la 8e armée italienne et d'encercler les forces allemandes combattant dans le Caucase. L'opération devait commencer le 10 décembre tandis que les Allemands préparaient une offensive pour rompre l'encerclement de Stalingrad, dont le déclenchement était prévu pour le 12 décembre.